# Menipea ornata
Menipea ornata är en mossdjursart som först beskrevs av Busk 1852.  Menipea ornata ingår i släktet Menipea och familjen Candidae. Inga underarter finns listade i Catalogue of Life.